# باشگاه فوتبال سودتیرول
باشگاه فوتبال سودتیرول (انگلیسی: FC Südtirol) یک باشگاه فوتبال مستقر در بولتسانو، ایتالیا است که در حال حاضر در سری بی، دومین سطح لیگ فوتبال در این کشور به فعالیت می‌پردازد. 